# Michelsonia microphylla
Michelsonia microphylla là một loài thực vật có hoa trong họ Đậu. Loài này được (Troupin) Hauman miêu tả khoa học đầu tiên.